# Норт-Брентвуд (Меріленд)
Норт-Брентвуд (англ. North Brentwood) — місто (англ. town) в США, в окрузі Графство принца Георга штату Меріленд. Населення — 593 особи (2020).

## Географія
Норт-Брентвуд розташований за координатами 38°56′42″ пн. ш. 76°57′3″ зх. д. / 38.94500° пн. ш. 76.95083° зх. д. (38.944921, -76.950781).  За даними Бюро перепису населення США в 2010 році місто мало площу 0,27 км², уся площа — суходіл. В 2017 році площа становила 0,29 км², уся площа — суходіл.

## Демографія
Згідно з переписом 2010 року, у місті мешкало 517 осіб у 167 домогосподарствах у складі 123 родин. Густота населення становила 1934 особи/км².  Було 183 помешкання (685/км²).
Расовий склад населення:
| - 63,6 % — чорних або афроамериканців - 13,3 % — білих - 1,7 % — азіатів - 0,4 % — корінних американців - 16,2 % — осіб інших рас |

До двох чи більше рас належало 4,6 %. Частка іспаномовних становила 34,0 % від усіх жителів.
За віковим діапазоном населення розподілялося таким чином: 26,1 % — особи молодші 18 років, 61,9 % — особи у віці 18—64 років, 12,0 % — особи у віці 65 років та старші. Медіана віку мешканця становила 36,4 року. На 100 осіб жіночої статі у місті припадало 98,8 чоловіків;  на 100 жінок у віці від 18 років та старших — 94,9 чоловіків також старших 18 років.
Середній дохід на одне домашнє господарство  становив 81 903 долари США (медіана — 74 167), а середній дохід на одну сім'ю — 77 099 доларів (медіана — 73 750). Медіана доходів становила 41 964 долари для чоловіків та 44 375 доларів для жінок. За межею бідності перебувало 12,4 % осіб, у тому числі 29,1 % дітей у віці до 18 років та 3,0 % осіб у віці 65 років та старших.
Цивільне працевлаштоване населення становило 285 осіб. Основні галузі зайнятості: освіта, охорона здоров'я та соціальна допомога — 23,5 %, науковці, спеціалісти, менеджери — 13,3 %, публічна адміністрація — 13,0 %.